# Svartabborrtjärnen (Lycksele socken, Lappland)
Svartabborrtjärnen, eller Storvartabbarlitjänn som den kallas lokalt är en sjö inom Storsvartabborrlidens naturreservat i Lycksele kommun, Lappland i Västerbottens län.
Området är naturskyddat sedan 2010 och är 302 hektar stort. Reservatet omfattar en höjd med myrmark runt om. Reservatet består av gran och talldominerade naturskogar. Storsvartabbarlitjänn ingår i Umeälvens huvudavrinningsområde. Sjön har en area på 0,0766 kvadratkilometer och ligger 263 meter över havet.

## Delavrinningsområde
Svartabborrtjärnen ingår i det delavrinningsområde (719868-161542) som SMHI kallar för Ovan Långtjärnbäcken. Medelhöjden är 274 meter över havet och ytan är 4,19 kvadratkilometer. Räknas de 13 avrinningsområdena uppströms in blir den ackumulerade arean 184,04 kvadratkilometer. Lycksabäcken som avvattnar avrinningsområdet har biflödesordning 2, vilket innebär att vattnet flödar genom totalt 2 vattendrag innan det når havet efter 189 kilometer. Avrinningsområdet består mestadels av skog (62 procent) och sankmarker (31 procent). Avrinningsområdet har 0,16 kvadratkilometer vattenytor vilket ger det en sjöprocent på 3,8 procent.